# Deeply
Deeply ist ein kanadisch-deutsches Filmdrama aus dem Jahr 2000. Regie führte Sheri Elwood, die auch das Drehbuch schrieb.

## Handlung
Der erste Freund des Teenagers Claire McKay stirbt bei einem Verkehrsunfall. Sie kann den Verlust nicht verschmerzen und reist – von ihrer Mutter begleitet – auf die im Atlantischen Ozean gelegene Ironbound Island. Dort lernt sie die Schriftstellerin Celia kennen, mit der sie sich anfreundet.
Celia erzählt eine Legende über einen auf der Insel lastenden Fluch, nach dem in regelmäßigen Abständen, alle fünfzig Jahre, eine große Liebe zerstört würde. Dann erzählt sie die vor längerer Zeit geschehene Geschichte des Teenagers Silly, die ebenfalls ihre Liebe verloren habe. Daraufhin identifiziert sich Claire mit Silly und bekommt neuen Mut.

## Hintergrund
Der Film wurde in Berlin, auf der Ironbound Island (Nova Scotia) und in South Shore (Nova Scotia) gedreht. Seine Weltpremiere fand am 11. September 2000 auf dem Toronto International Film Festival statt, dem im April 2001 das Hong Kong International Film Festival folgte. In Deutschland wurde der Film im Februar 2003 direkt auf DVD veröffentlicht.

## Kritiken
Rachel Sanders schrieb im Apollo Movie Guide, die Handlung sei vorhersehbar. Die Darstellungen seien mittelmäßig; die Hauptdarstellerinnen würden entweder zu wenig spielen oder übertreiben und zwischen verschiedenen Akzenten wechseln.
Das Lexikon des internationalen Films schrieb, der Film schwanke „unentschlossen zwischen Märchen, Tragödie und Psychostudie“, biete „kaum Überraschungen“ und verlange den Darstellern wenig ab. Er erzähle eine „recht einfallslose Geschichte, deren irisch-folkloristisch angehauchte Musik Tiefe suggerieren soll“.

## Auszeichnungen
Sheri Elwood gewann im Jahr 2000 einen Preis des kanadischen Festivals Sudbury Cinéfest. Das Produktionsdesign, die Kameraarbeit und der Schnitt wurden 2002 für den Genie Award nominiert.